# 800 meter för herrar i friidrott vid olympiska sommarspelen 1976
800 meter herrar vid olympiska sommarspelen 1976 i Montréal avgjordes 23-25 juli. 

## Medaljörer
| Gren      | Guld                      | Guld          | Silver                  | Silver  | Brons                | Brons   |
| 800 meter | Alberto Juantorena · Kuba | 1.43,50 WR OR | Ivo van Damme · Belgien | 1.43,86 | Rick Wohlhuter · USA | 1.44,12 |

## Resultat
- Q innebär avancemang utifrån placering i heatet.
- q innebär avancemang utifrån total placering.
- DNS innebär att personen inte startade.
- DNF innebär att personen inte fullföljde.
- DQ innebär diskvalificering.
- NR innebär nationellt rekord.
- OR innebär olympiskt rekord.
- WR innebär världsrekord.
- WJR innebär världsrekord för juniorer
- AR innebär världsdelsrekord (area record)
- PB innebär personligt rekord.
- SB innebär säsongsbästa.

### Final
- Hölls den 25 juli 1976

| Placering | Final                    | Tid           |
| --------- | ------------------------ | ------------- |
|           | Alberto Juantorena (CUB) | 1.43,50 WR OR |
|           | Ivo van Damme (BEL)      | 1.43,86       |
|           | Rick Wohlhuter (USA)     | 1.44,12       |
| 4.        | Willi Wülbeck (FRG)      | 1.45,26       |
| 5.        | Steve Ovett (GBR)        | 1.45,44       |
| 6.        | Luciano Sušanj (YUG)     | 1.45,75       |
| 7.        | Sri Ram Singh (IND)      | 1.45,77       |
| 8.        | Carlo Grippo (ITA)       | 1.48,39       |

### Semifinaler
- Hölls den 24 juli 1976

| Placering | Heat 1                   | Tid     |
| --------- | ------------------------ | ------- |
| 1.        | Alberto Juantorena (CUB) | 1.45,88 |
| 2.        | Ivo van Damme (BEL)      | 1.46,00 |
| 3.        | Steve Ovett (GBR)        | 1.46,14 |
| 4.        | Sri Ram Singh (IND)      | 1:46.42 |
| 5.        | James Robinson (USA)     | 1:46.43 |
| 6.        | Marian Gęsicki (POL)     | 1:47.06 |
| 7.        | Thomas Wessinghage (FRG) | 1:48.18 |
| —         | Horace Tuitt (TRI)       | DNF     |

| Placering | Heat 2               | Tid     |
| --------- | -------------------- | ------- |
| 1.        | Rick Wohlhuter (USA) | 1.46,72 |
| 2.        | Carlo Grippo (ITA)   | 1.46,95 |
| 3.        | Luciano Sušanj (YUG) | 1.47,03 |
| 4.        | Willi Wülbeck (FRG)  | 1:47.18 |
| 5.        | Seymour Newman (JAM) | 1:47.22 |
| 6.        | Leandro Civil (CUB)  | 1:47.31 |
| 7.        | Viktor Anochin (URS) | 1:47.71 |
| 8.        | Frank Clement (GBR)  | 1:48.28 |

### Försöksheat
- Hölls den 23 juli 1976

| Placering | Heat 1                   | Tid     |
| --------- | ------------------------ | ------- |
| 1.        | Rick Wohlhuter (USA)     | 1.45,71 |
| 2.        | Sri Ram Singh (IND)      | 1.45,86 |
| 3.        | Leandro Civil (CUB)      | 1.45,88 |
| 4.        | Marian Gęsicki (POL)     | 1:46.36 |
| 5.        | Thomas Wessinghage (FRG) | 1:46.56 |
| 6.        | Viktor Anochin (URS)     | 1:46.81 |
| 7.        | Muhammad Younis (PAK)    | 1:48.50 |

| Placering | Heat 2                | Tid     |
| --------- | --------------------- | ------- |
| 1.        | Frank Clement (GBR)   | 1.47,51 |
| 2.        | James Robinson (USA)  | 1.47,56 |
| 3.        | John Walker (NZL)     | 1.47,63 |
| 4.        | Andrés Ballbé (ESP)   | 1:48.38 |
| 5.        | Fernando Mamede (POR) | 1:49.58 |
| 6.        | Francisco Solis (DOM) | 1:55.56 |
| 7.        | Wilnor Joseph (HAI)   | 2:15.26 |

| Placering | Heat 3                    | Tid     |
| --------- | ------------------------- | ------- |
| 1.        | Steve Ovett (GBR)         | 1.48,27 |
| 2.        | Seymour Newman (JAM)      | 1.48,46 |
| 3.        | Paul-Heinz Wellmann (FRG) | 1.48,47 |
| 4.        | Jozef Plachý (TCH)        | 1:48.63 |
| 5.        | Günther Hasler (LIE)      | 1:48.83 |
| 6.        | Evert Hoving (NED)        | 1:48.99 |
| 7.        | Roy Bottse (SUR)          | 1:49.85 |
| 8.        | Erasmo Gómez (NCA)        | 1:57.97 |

| Placering | Heat 4                   | Tid     |
| --------- | ------------------------ | ------- |
| 1.        | Alberto Juantorena (CUB) | 1.47,15 |
| 2.        | Carlo Grippo (ITA)       | 1.47,21 |
| 3.        | János Zemen (HUN)        | 1.47,40 |
| 4.        | Milovan Savić (YUG)      | 1:47.73 |
| 5.        | Jorge Ortíz (PUR)        | 1:51.38 |
| —         | Roqui Sanchez (FRA)      | DQ      |
| —         | Markku Taskinen (FIN)    | DNS     |

| Placering | Heat 5                    | Tid     |
| --------- | ------------------------- | ------- |
| 1.        | Willi Wülbeck (FRG)       | 1.48,47 |
| 2.        | Horace Tuitt (TRI)        | 1.48,48 |
| 3.        | Vladimir Ponomarjov (URS) | 1.48,59 |
| 4.        | Åke Svenson (SWE)         | 1:48.86 |
| 5.        | José Marajo (FRA)         | 1:49.60 |
| 6.        | Orlando Greene (BAR)      | 1:51.43 |
| 7.        | Attiya Al-Qahtani (KSA)   | 1:57.67 |

| Placering | Heat 6                    | Tid     |
| --------- | ------------------------- | ------- |
| 1.        | Ivo van Damme (BEL)       | 1.47,80 |
| 2.        | Luciano Sušanj (YUG)      | 1.47,82 |
| 3.        | Mark Enyeart (USA)        | 1.47,96 |
| 4.        | Rolf Gysin (SUI)          | 1:48.69 |
| 5.        | Niall O'Shaughnessy (IRL) | 1:49.29 |
| 6.        | Luis Medina (CUB)         | 1:50.15 |
| 7.        | Marcel Philippe (FRA)     | 1:50.81 |